# Подино
Подино (на македонска литературна норма: Подино) е село в южната част на Северна Македония, в община Могила.

## География
Селото е разположено в областта Пелагония, югозападно от град Прилеп и северно от Битоля. От запад на селото се издига планинският рид Древеник.

## История
В XIX век Подино предсатавляват две малки селца в Битолска кааза на Османската империя – Подино Горно и Подино Долно с изцяло българско неселение.
Според статистиката на Васил Кънчов („Македония. Етнография и статистика“) от 1900 година Подино Горно има 85 жители, Подино Долно 115 жители, всички българи християни.
На Етнографската карта на Битолския вилает на Картографския институт в София от 1901 година Горно Подино е чисто българско село в Битолската каза на Битолския санджак с 8 къщи, а Долно Подино е смесено село българи, албанци и власи със 110 къщи.
Според Никола Киров („Крушово и борбите му за свобода“) към 1901 година Подино има 20 български къщи.
В началото на XX век населението на селото е под върховенството на Българската екзархия. По данни на секретаря на екзархията Димитър Мишев („La Macédoine et sa Population Chrétienne“) през 1905 година в Горно Подино има 40, а в Долно Подино – 56 българи екзархисти.
Църквата в селото „Рождество Богодорично“ е изградена в 1916 година върху останки от църква от римско време.
Според преброяването от 2002 година селото има 51 жители, от които 48 северномакедонци и 3 роми.
| Националност     | Всичко |
| северномакедонци | 48     |
| албанци          | 0      |
| турци            | 0      |
| цигани           | 3      |
| власи            | 0      |
| сърби            | 0      |
| бошняци          | 0      |
| други            | 0      |

## Личности
Родени в Подино
- Ацко Петко, българин, православен, арестуван преди април 1904 година, обвинен в „присъединяване към разбойническия комитет, организиран с цел да го наруши порядъка“, осъден от Извънредния съд на 3 години каторга, лежал в Битолския затвор, амнистиран с общата амнистия от 12 април 1904 година[8]
- Блажо Диме, българин, православен, арестуван преди април 1904 година, обвинен в „присъединяване към разбойническия комитет, организиран с цел да го наруши порядъка“, осъден от Извънредния съд на 3 години каторга, лежал в Битолския затвор, амнистиран с общата амнистия от 12 април 1904 година[8]
- Димитри Сугар, българин, православен, арестуван преди април 1904 година, обвинен, че се е „разбунтувал, включвайки се в българския бунтовнически комитет“, осъден от Извънредния съд на 3 години каторга, лежал в Битолския затвор, амнистиран с общата амнистия от 12 април 1904 година[9]
- Марко Коте, българин, православен, арестуван преди април 1904 година, обвинен в „присъединяване към българския комитет, организиран с цел да го наруши порядъка“, осъден от Извънредния съд на 3 години каторга, лежал в Битолския затвор, амнистиран с общата амнистия от 12 април 1904 година[10]
- Стойче Нешков, български революционер от ВМОРО, четник на Стефан Димитров[11]
- Тале Ристе, българин, православен, арестуван преди април 1904 година, обвинен в „присъединяване към разбойническия комитет, организиран с цел да го наруши порядъка“, осъден от Извънредния съд на 3 години каторга, лежал в Битолския затвор, амнистиран с общата амнистия от 12 април 1904 година[12]
- Танас Боше, българин, православен, арестуван преди април 1904 година, обвинен в „присъединяване към разбойническия комитет, организиран с цел да го наруши порядъка“, осъден от Извънредния съд на 3 години каторга, лежал в Битолския затвор, амнистиран с общата амнистия от 12 април 1904 година[12]